# ウラジーミル・クリュチコフ
ウラジーミル・アレクサンドロヴィチ・クリュチコフ（ロシア語: Влади́мир Алекса́ндрович Крючко́в、ラテン文字転写の例：Vladimir Aleksandrovich Kryuchkov、1924年2月29日 - 2007年11月23日）は、ソビエト連邦の政治家、チェキスト。ミハイル・ゴルバチョフ時代にソ連国家保安委員会（KGB）議長。上級大将。ソ連8月クーデターの首謀者のひとり。妻はエカテリーナ・ペトロヴナ。

## 来歴・人物
1924年、スターリングラード（現ボルゴグラード）で生まれる。父アレクサンドル・エフィーモビッチ・クリュチコフ、母マリア・フョードロブナ・クリュチコヴァ、祖母のリジヤ・ヤコブレブナ・クリュチコバはドイツ系ロシア人。1944年、ソ連共産党に入党。1945年、サラトフ法律専門学校に入学、翌年全連邦通信法学大学にうつる（49年卒）。1946年スターリングラード青年共産同盟（コムソモール）市委員会第二書記、その後検察局に就職。
1951年、外務省高等外交学校 (ВДШ: Высшая Дипроматическая Школа) に入学、1954年にВДШを卒業し、外務省に配属される。1955年10月、駐ブダペスト大使館に配属（三等書記官）、当時の駐ハンガリーソビエト大使はユーリ・アンドロポフ（後のKGB議長）、1959年8月、帰国、ソ連共産党中央委員会党機関に配属、社会主義諸国の労働党､共産党との関係調整部局で働く。
1967年、アンドロポフが中央委員会からKGB議長に転出すると共にKGBに転出しアンドロポフの補佐官となる。1971年、諜報部門担当の第1総局次長、1974年第1総局長、1988年10月にヴィクトル・チェブリコフの後任として、KGB議長に就任。翌年の1989年党政治局員となる。
1991年、ゲンナジー・ヤナーエフ副大統領、ボリス・プーゴ内相、ドミトリー・ヤゾフ国防相らと「国家非常事態委員会」の中心メンバーとなり、ソ連8月クーデターを起こすが、失敗した。クリュチコフは1991年8月21日クリミヤのフォロスからゴルバチョフたちと共にモスクワに戻り飛行場で逮捕された。正式にKGBを解雇されたのは10月4日になる。後任のKGB議長には、ワジム・バカーチン前内相が就任した。ちなみに、バカーチンは最後のKGB議長となった。
ソ連崩壊後の1994年、下院国家会議によって恩赦決議によって釈放され、その後は年金生活を送っていたが、政治活動も続け、イーゴリ・ロジオノフ元国防相らナショナリストの退役軍人とヴィクトル・イリュキンやアリベルト・マカショフらロシア連邦共産党の保守派政治家によって結成された軍・国防産業・軍事科学支援運動に参加しており、この団体はボリス・エリツィン政権の打倒とレフ・ロフリン中将を担いでロシアでの軍事クーデター政権の樹立を画策していたともされる。
2007年11月23日、モスクワで死去。83歳だった。